# 联邦住房贷款银行

联邦住房贷款银行地理分布图

联邦住房贷款银行由十一家政府支持银行组成。他们通过向成员金融机构（非个人）提供可靠流动性的方式支持住房贷款和社区投资。

## 简介
联邦住房贷款银行体系于1932年在国会的允许下成立，其主要任务是为成员金融机构提供金融产品和服务，以帮助住房贷款和社区贷款的融资。这11家联邦住房贷款银行分别以合作企业的形式由成员金融机构拥有和管理，这些成员机构包括储蓄贷款社（储蓄银行和存贷协会），商业银行，储蓄互助社和保险公司。每个联邦住房贷款银行必须在美国证券交易委员会登记至少一类资产，但是其所拥有的债务不需要在美国证券交易委员会进行登记。 
成为联邦住房贷款银行成员机构的首要好处在于可以通过抵押贷款的方式得到可靠的资金，这笔资金被称为预付款。联邦住房贷款银行通过贴现票据或定期债务的方式筹集资金，他们发行的这类债务被统称为合并债务。合并债务是所有联邦住房贷款银行的连带义务。发行银行承担首要的偿付责任，但任何一家联邦住房贷款银行都有义务偿付合并债务，即使这笔债务最初并不由该银行发行。联邦住房贷款银行的金融办公室作为财政代理人，负责出售和发行合并债务，并准备财务报表。尽管每家联邦住房贷款银行都是美国证券交易委员会的登记机构，但整个联邦住房贷款银行体系不是。因此联邦住房贷款银行体系的财务报表会以联合会计报表的形式统计，而非合并会计报表。

## 联邦住房贷款银行的所有权
联邦住房贷款银行体系中的11家银行由7,300家美国境内受监管的金融机构所拥有。联邦住房贷款银行的股份由这些机构所持有，这些股份不可以在公开市场交易。金融机构只有持有股份，才可以成为联邦住房贷款银行体系的成员机构。作为回报，成员机构可以得到低成本的融资渠道，并从股票中得到分红。联邦住房贷款银行不需要支付除地方房产税以外的所有的企业联邦税，州税和地方税。同时，对联邦住房贷款银行的投资可以享受《巴塞尔协议II》对于风险加权资产要求的豁免。意味着金融机构所持有的这部分资产（联邦住房贷款银行的股份）的风险权重仅为100%，而非《巴塞尔协议II》要求的400%。联邦住房贷款银行同时也承担一部分公共部门的职责，通过给成员机构提供融资的方式为住房贷款市场和社区提供帮助。联邦住房贷款银行将把每年收益的10%投入经济适用房计划。但所有联邦住房贷款银行都是私有的，除税收的减免外不花费任何纳税人的钱。 

## 财务状况
在2020年3月27日，联邦住房贷款银行的金融办公室发布了2019年度联合会计报表。2019年，联邦住房贷款银行的净收益为31.9亿美元。截止2014年，共持有价值10,991亿美元的资产，其中发放给成员机构的预付款占6415亿美元，投资占3750亿美元，按揭贷款占725亿美元。并且，向经济适用房计划投入了3.64亿美元。 
联邦住房贷款银行的主要资产是预付款（向成员银行提供的抵押贷款），按揭贷款和其他投资。按照监管要求，联邦住房贷款银行需要持有超过贷款额的抵押品。联邦住房贷款银行通过每天在全球资本市场上发债来筹集资金。所有11家联邦住房贷款银行均对每家联邦住房贷款银行的债务承担连带责任。自2008年8月起，全部11家联邦住房贷款银行都在美国证券交易委员会进行了登记，他们的财务报表和其他文件均可以在EDGAR上公开。 
截止2019年12月31日，每家联邦住房贷款银行都满足联邦住房金融局对于资本的最低要求。

## 历史
在大萧条之后，联邦住房贷款银行委员会（FHLBB）根据1932年的《联邦住房贷款银行法案》成立了联邦住房贷款银行体系。建立的初衷是为了向建筑和贷款机构提供资金，给贷款市场提供更好的流动性。 
最初联邦住房贷款银行直接向屋主提供贷款。在次年房主贷款公司成立时，这项职责被转交给了房主贷款公司。
上世纪80年代发生储贷危机后，1989年颁布的美国金融机构改革、复苏和实施法案（FIRREA）废除了联邦住房贷款银行委员会（FHLBB），并把他们的监督和管理职责分别转交给了联邦住房融资委员会（FHFB）和隶属于财政部的储蓄机构管理局（OTS）。并且，该法案允许所有由美国联邦存款保险公司提供存款保险的存款机构加入联邦住房贷款银行体系，包括商业银行和储蓄互助社。 
在2008年的金融危机之后，住房和经济恢复法案（HERA）将联邦住房融资委员会转为了联邦住房金融局（FHFA）。美国财政部长被授权在2010年以前可以无上限地购买联邦住房贷款银行地债券。自2010年起，购买上限恢复为40亿美元。   